# Michael Metcalf
David Michael Metcalf (8 mai 1933 - 25 octobre 2018) est un universitaire et numismate britannique. Il est directeur de la Heberden Coin Room de l'Ashmolean Museum, membre du Wolfson College et professeur de numismatique à l'Université d'Oxford. Il est titulaire des diplômes MA, DPhil et DLitt d'Oxford,.

## Carrière académique
L'objet d'étude principal de Metcalf est le début et le haut Moyen Âge, l'Empire byzantin, les États croisés et les Balkans. Il travaille à la Heberden Coin Room du Ashmolean Museum d'Oxford de 1971 à 1999 et est directeur de la Heberden Coin Room de 1982 à 1999 . Il est nommé professeur de numismatique à l'Université d'Oxford en 1996 et prend sa retraite en 1998 . Il est également membre du Wolfson College, Oxford, de 1982 à 1998 .
Il est président de la Royal Numismatic Society de 1994 à 1999 et dirige le comité de rédaction de sa revue The Numismatic Chronicle de 1974 à 1984 ,.
En 1983, il reçoit la médaille d'or John Sanford Saltus de la British Numismatic Society , en 1987 la médaille de la Royal Numismatic Society , en 1991 la médaille Huntington de l'American Numismatic Society , en 2008 le prix numismatique Meshorer du musée d'Israël  et le prix Derek Allen de la British Academy .

## Ouvrages
- The Coinage of South Germany in the Thirteenth Century (Spink, 1961).
- Coinage in the Balkans (Institute for Balkan Studies, 1965).
- Studies in the Composition of Early Medieval Coins (avec Julia M. Merrick et Lynette Kaye, Corbitt & Hunter, 1968).
- The Origins of the Anastasian Currency Reforms (Adolf M. Hakkert, 1969).
- The Copper Coinage of Thessalonica under Justinian I (Verlag der Österreichischen Akademie der Wissenschaften, 1976).
- Coinage in South-Eastern Europe, 820–1396, 2nd ed. (Spink, 1979).
- Metallurgy in Numismatics (avec W. A. Oddy, Royal Numismatic Society, 1980).
- Coinage of the Crusades and the Latin East in the Ashmolean Museum, Oxford (Royal Numismatic Society and Society for the Study of the Crusades and the Latin East, 1983).
- Thrymsas and Sceattas in the Ashmolean Museum, Oxford, 3 volumes (Royal Numismatic Society and Ashmolean Museum, 1993-1994).
- The Silver Coinage of Cyprus, 1285–1382 (Cyprus Research Centre, 1996).
- An Atlas of Anglo-Saxon and Norman Coin Finds, 973–1086 (Royal Numismatic Society, 1998).
- The White Bezants and Deniers of Cyprus, 1192–1285 (Cyprus Research Centre, 1998).
- The Gros, Sixains, and Cartzias of Cyprus: 1382–1489 (Cyprus Research Centre, 2000).
- Byzantine Cyprus: 491–1191 (Cyprus Research Centre, 2009).